# ジョシュ・ゴードン
ジョシュ・ゴードン（Josh Gordon 1991年4月13日- ）はテキサス州ヒューストン出身の元プロアメリカンフットボール選手。現役時代のポジションはワイドレシーバー。愛称は「フラッシュ」。

## 経歴

### プロ入り前
高校2年次に19回のレシーブで363ヤードを獲得し4TD、3年次には25回のレシーブで531ヤードを獲得、9TDをあげた。
大学進学前に、Rivals.comからは3つ星、Scout.comから2つ星にランクされた彼は、ベイラー大学、ヒューストン大学、カンザス大学、ミズーリ大学、ネブラスカ大学、テキサス工科大学からリクルーティングを受け、ベイラー大学に進学した。
2年次の2010年に42回のレシーブで714ヤードを獲得、7TDをあげたが、10月にチームメートのジェファーソンと共に地元のタコベルのドライブスルーで眠っているところを発見され、警察の調べにより、ジェファーソンの車からマリファナが見つかったことから、2度目の違反であったジェファーソンは追放され、ゴードンも出場停止処分を受けた。
2011年7月、ドラッグテストでマリファナの陽性反応が出たことから出場停止処分を受けた。NFLの補足ドラフトが終わった後であったことから、8月にユタ大学へ編入したが、この年はプレーをしていない。

### クリーブランド・ブラウンズ
2012年の補足ドラフトでクリーブランド・ブラウンズから2巡で指名され、7月16日、4年間530万ドル（380万ドルの保障を含む）で契約を結んだ。
モハメド・マサクオイ、トラビス・ベンジャミンがハムストリングを痛めたことから、10月7日のニューヨーク・ジャイアンツ戦から先発WRとなり、10月14日のシンシナティ・ベンガルズ戦では71ヤードのTDレシーブをあげている。最終週のピッツバーグ・スティーラーズ戦では第2Qにボールをファンブル、このプレーで足首を負傷した。
2013年6月7日、薬物規程違反により、NFLから2試合の出場停止処分を受けた。第12週のピッツバーグ・スティーラーズ戦で237ヤードを獲得、第13週のジャクソンビル・ジャガーズ戦では10回のレシーブで261ヤードを獲得、NFL史上初の2試合連続で200ヤード以上をレシーブで獲得した選手となった。第16週のニューヨーク・ジェッツ戦では新人CBディー・ミルナーに封じられた。この年、87回のレシーブで1646ヤード、9TDをあげてプロボウルに選出された。
2014年、7月5日、ノースカロライナ州ローリーで飲酒運転により逮捕された。開幕から10試合の出場停止処分を受け、最終週もブラウンズから出場停止処分を受け、5試合に出場で303ヤードにとどまった。
2015年2月3日、薬物規定違反でNFLから1年以上の出場停止処分を受けた。

### ニューイングランド・ペイトリオッツ
2018年9月17日にドラフト指名権とのトレードでニューイングランド・ペイトリオッツに移籍した。ペイトリオッツでは11試合に出場し、40回のレシーブ、720ヤード、3TDをあげる活躍を見せていたが、12月20日に自身の精神的問題を理由に休養を取ることを発表した。なお、この後に球団から薬物規定違反による出場停止処分がゴードンに課されていたことが発表された。
2019年はチームから条件付きで復帰が認められ開幕からプレーした。しかし第6週のニューヨーク・ジャイアンツ戦で足をひねった際に膝の状態が悪化。負傷者リスト入りすると、アトランタ・ファルコンズからモハメド・サヌーを獲得した影響もあり、そのままリリースされた。

### シアトル・シーホークス
ペイトリオッツからリリースされた翌日、シアトル・シーホークスが獲得したと報じられた。シーホークスでは5試合に出場していたが、12月16日にパフォーマンス向上薬と薬物乱用に関するNFLの指針に違反したことにより再び無期限の出場停止処分を科された。ゴードンに対し出場停止処分が下されるのはこれで5度目となる。
結果的に2020年シーズンもプレーすることはできず、オフにリリースされた。
シーホークス退団後はインドアフットボールのチームに合流した。

### カンザスシティ・チーフス
2021年9月28日にカンザスシティ・チーフスと契約した。レギュラーシーズンでは12試合に出場し、レシーブ5回、32ヤード、タッチダウン1回を記録した。
2022年シーズン開幕前にチーフスからリリースされた。

### テネシー・タイタンズ
2022年9月1日にテネシー・タイタンズと契約し、プラクティス・スクワッド入りした。その後アクティブロースターに昇格し、2試合に出場したがレシーブは0回であった。その後再度プラクティス・スクワッドを経て、10月17日にタイタンズから解雇された。

### シアトル・シードラゴンズ
2023年1月にXFLのシアトル・シードラゴンズにドラフト指名された。
第3週のベガス・バイパーズ戦では残り58秒で決勝点となるタッチダウンレシーブを記録した。このシーズンはレギュラーシーズン全10試合に出場した。
2024年1月1日にシードラゴンズが所属するXFLとUSFLの2リーグが合併し、新リーグUFLが成立することとなったが、シードラゴンズはこの新リーグに参加せず活動を終了することとなった。ゴードンもUFLではプレーしない意向を示した。
2024年9月26日に現役引退を表明した。

## 人物
長身を生かしたボール保持能力とスピードを持っている。またランアフターキャッチでも活躍できる。